# Raúl Eduardo Dargoltz
Raúl Eduardo Dargoltz (Santiago del Estero, Argentina; 10 de octubre de 1945-Santiago del Estero, Argentina; 10 de diciembre de 2009) fue un escritor, docente, periodista, dramaturgo y director argentino. Tuvo una carrera notoria, en la que se destacan publicaciones como “Hacha y Quebracho” (1980) y “El Santiagueñazo” (1994), reeditadas varias veces.

## Biografía
Raúl Eduardo Dargoltz, nació en Santiago del Estero el 10 de octubre de 1945. Desde 1992, fue Investigador Adjunto del Consejo Nacional de Ciencia y Técnica (CONICET). Además, se desempeñó como docente en la Facultad de Humanidades, Ciencias Sociales y de la Salud, la Facultad de Ciencias Exactas y la Facultad de Ciencias Forestales, de la Universidad Nacional de Santiago del Estero (UNSE).
Fue coordinador responsable de la Cátedra Libre de Derechos Humanos, abogado por la Universidad Nacional del Litoral, Magister en Estudios Sociales para América Latina por la UNSE y Doctorando del Doctorado de Historia de la Universidad Nacional de Tucumán.
Como escritor, publicó numerosos libros y obtuvo varias distinciones. Asimismo, integró antologías y colaboró con publicaciones universitarias de la Argentina, de América Latina y de Europa, participando además en congresos y reuniones científicas nacionales e internacionales.
Raúl Dargoltz falleció en Santiago del Estero el 10 de diciembre de 2009, tras una lucha prolongada contra la leucemia.

## Obras destacadas
Su bibliografía consiste de libros de dramaturgia y ensayos. Entre ellos:
- Hacha y Quebracho
- Historia ecológica y social de Santiago del Estero
- El Santiagueñazo. Gestación y crónica de una pueblada argentina

En colaboración:
- El Desarrollo y la preservación del planeta
- El caso de Santiago del Estero
- Los verdaderos efectos del Santiagueñazo
- Santiago. El ala que brota
- El nuevo santiagueñazo

## Logros destacados
Raúl Dargoltz obtuvo numerosos premios y distinciones, entre los que se destacan:
- Primer Premio Inmigración Francesa (1981) Otorgado por la Fac. de Filosofía de la Univ. Nac. del Tucumán y la Embajada Francesa.
- Primer Premio Arturo Jauretche (1989) otorgado por el Instituto Arturo Jauretche y el Gobierno de la Provincia de Sgo del Estero.
- Primer Premio del Concurso de Ensayo del Colegio de Abogados. Santiago del Estero, años 1992-1993.
- Faja de Honor de la Sociedad Argentina de Escritores (Sade) por el libro El Santiagueñazo, 1994.
- Primer Premio Diario El Liberal (1996), por el ensayo “La conservación del planeta: El caso de Santiago del Estero y A. Latina".
- Mención en el Segundo Concurso de Ensayo “Día Mundial del Ambiente” organizado por la Facultad de Ciencias Forestales de la Universidad Nacional de Santiago del Estero por el ensayo: “La Maldición de San Francisco Solano y el Tren del Olvido”, Santiago del Estero, 2003.
- Segundo Premio del IV Concurso de Ensayo “Desiertos y Desertificación” con el tema: “Una Grieta En El Horizonte” en el Quinto Seminario “Día Mundial del Ambiente” organizado por la FCF Ing. Néstor R. Ledesma de la Unse, Santiago del Estero, 5 de junio de 2006.
- Primer Premio de la Secretaría de Cultura de la Nación por la obra “Clemencia” (2003).
- Primer Premio como autor de teatro documental histórico en el Concurso Nacional de las Artes y en las Ciencias (1985) por Hacha y Quebracho. Mistol de Oro, 1988.
- Distinción otorgada por la Comunidad de Villa Silípica, Santiago del Estero por su labor de investigación literaria y en el teatro.
- Distinción Coyoacán, otorgada por el Municipio de Coyoacán, México, por la obra: I love argentina, 1991 y Hacha y quebracho, 1984.
- Premio Iris Marga, 1994, Distinción otorgada por el Centro de Estudios Legales y Sociales de la República Argentina por su destacada labor como dramaturgo.
- Santiagueño Representativo del Siglo, organizado por el diario El Liberal, propuesto por Instituciones Educativas y Comunidades Religiosas Insertas en Medios Populares (CRIMCO), diciembre del 2000.
- Premio Leónidas Barletta, 1995.
- Premio Pepino el 88, 1996, del Instituto Nacional de Estudios del Teatro (INET)- Teatro Cervantes- Capital Federal.
- Primer Premio Nacional en la Fiesta Nacional del Teatro de Paraná, Entre Ríos, 1996, como autor de El enemigo del pueblo, versión libre. Con el TUNSE (Teatro de la Univ. Nacional).
- Distinción obra de arte, “Gratitud y Reconocimiento al Grupo Hacha y Quebracho por su solidaria participación en la lucha de los pobladores de Puerto Casado (Paraguay) otorgado por la Coordinadora de Solidaridad con el Pueblo Casadeño (2001).